# 魏詠之
魏詠之（ぎ えいし、生年不詳 - 405年）は、中国の東晋の軍人。字は長道。本貫は任城郡。

## 経歴
貧家に生まれ、耕作に従事しながら、学問に精励した。生まれながらに上唇が縦に裂けており、人相見がその異相を見て、将来の富貴を予言したとされる。詠之が18歳のとき、荊州刺史の殷仲堪が幕下の有名な医者に詠之の上唇を見せて治療させた。
詠之ははじめ兗州主簿となった。桓玄と面会したが、桓玄は詠之を凡庸な人物とみなして任用しなかった。元興2年（403年）、桓玄が帝を称すると、詠之は桓玄打倒の計画を劉裕と協議した。元興3年（404年）、劉裕らが桓玄を撃破すると、詠之は建威将軍・豫州刺史に任じられた。桓歆が歴陽に進攻してくると、詠之は兵を率いてこれを撃退した。義熙元年（405年）、征虜将軍・呉国内史に進んだ。ほどなく荊州刺史・持節・都督六州に転じ、南蛮校尉を兼ねた。詠之は庶民から顕位に上ったが、貧賤を恥とせず、富貴に驕ることもなかった。11月、在官のまま死去した。太常・散騎常侍の位を追贈され、江陵県公に追封された。諡は桓といった。

## 伝記資料
- 『晋書』巻85 列伝第55